# Antonin Rolland
Pour les articles homonymes, voir Rolland.
Antonin Rolland est un coureur cycliste français, né le 3 septembre 1924 à Sainte-Euphémie (Ain).
Grand espoir du cyclisme français à ses débuts, il a passé 15 ans dans le peloton des professionnels. Vainqueur d'une trentaine de courses, il a participé au moins une fois aux trois grands Tours du cyclisme et notamment dix Tour de France sans jamais abandonner.
Coéquipier fidèle de Louison Bobet notamment, l’apogée de sa carrière arrive lors du Tour de France 1955, au cours duquel il est maillot jaune pendant 12 jours devenant « malgré lui » prétendant à la victoire finale. Ne bénéficiant pas du total soutien de son équipe dévouée au leader Bobet, il cède le maillot jaune et finit 5e de ce Tour.
Au cours de sa carrière, il remporte 2 étapes sur le Tour de France et une étape sur le Tour d'Italie.
Il est aujourd'hui le doyen des coureurs cyclistes ayant porté le maillot jaune ainsi que le doyen de ceux qui ont porté le maillot rose (leader du Tour d'Italie).

## Biographie

### Jeunes années
Antonin Rolland est né le 3 septembre 1924 à Sainte-Euphémie, une commune du département de l'Ain , au lieu-dit du Bady dans la maison de ses parents. Son père Benoit, né en 1884 à Ambérieux-en-Dombes est cultivateur sur plusieurs communes aux alentours de Trévoux (Misérieux, Sainte-Euphémie, Savigneux etc.). Benoit effectue son service militaire dans le 4e régiment du génie à Besançon mais est réformé pour une blessure au pied. Pendant les années de la Première Guerre mondiale au cours de laquelle il n'est pas mobilisé, il épouse sa première femme à Saint-Didier-de-Formans avec qui il a deux enfants : Claudius Antoine (né en 1917) et Jean-Louis (né en 1918). Son épouse décède en 1922 et il se remarie en 1923 avec Philiberte Berthier née à Relevant, déjà mère de deux enfants. Leur union donnera naissance à trois enfants : Antonin en 1924, Marie en 1936 et Johannes en 1939.
Antonin passe toute son enfance à Sainte-Euphémie dont il fréquente l'école jusqu'en 1937 (année de ses 13 ans). D'abord intéressé par la pratique du football, il signe une licence sportive au club de football de Misérieux, mais plusieurs problèmes physiques pousse son équipe à lui faire choisir le poste de gardien de buts.
Incité par le fils du boulanger de Sainte-Euphémie, lui-même passionné de cyclisme, Antonin découvre ce sport et commence à rouler à vélo.
En 1940, il est apprenti mécanicien dans un garage à Saint-Trivier-sur-Moignans. Il y travaille la semaine et rentre à vélo chez ses parents le week-end. La guerre arrivant, son patron est mobilisé laissant Antonin tout seul dans le garage qui finit par fermer. Il est embauché par la suite dans l'entreprise Vermorel et y reste un an, échappant par ailleurs au STO. Après la semaine, il profite de ses week-ends pour s'entrainer et courir des courses à vélo.

### Débuts en amateur

#### Fin 1941: les toutes premières courses
À la fin de la saison 1941, il s'inscrit à ses premières interclubs sans avoir de licence. Il participe fin octobre-début novembre à une épreuve en trois manches : il finit 3e du championnat de vitesse, 1er du championnat de côte en lâchant les autres à 200 mètres du sommet et 4e de l'épreuve de fond.

#### Saison 1942: première licence de cycliste amateur

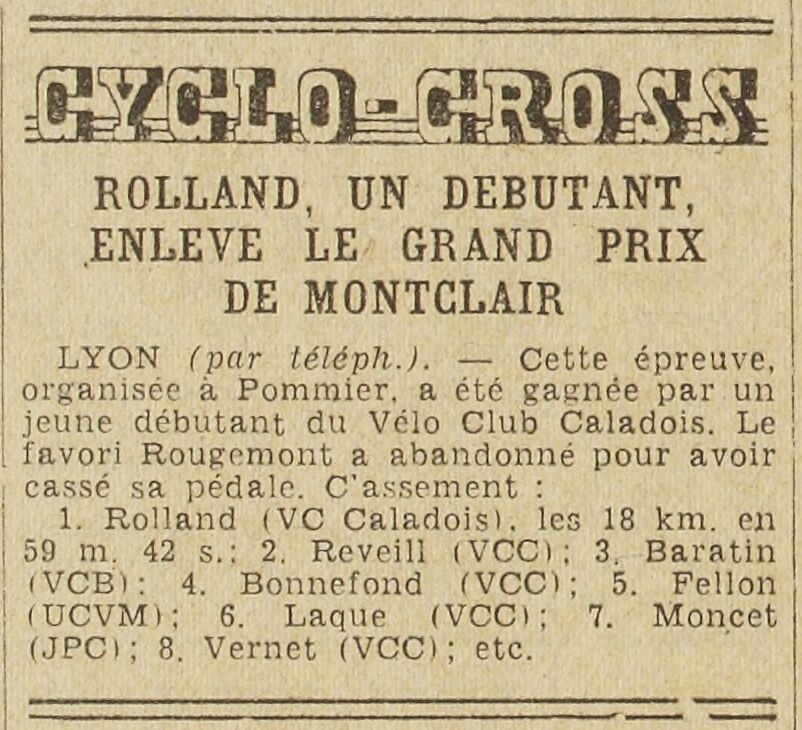
La première victoire en interclub d'Antonin Rolland relatée dans le journal L'Auto en 1942.

Ces premiers résultats encourageants l'incitent à participer à cinq cyclo-cross pendant l'hiver 41-42. Il remporte le Grand Prix Montclair à Pommiers avec un vélo de route, lui permettant d'apparaitre dans le journal L'Auto et finit également 2e du championnat du Rhône derrière l'italien Mantovani (il est jugé comme la révélation de l'épreuve). Il ne tarde pas à signer sa première licence au Vélo Club Caladois de Villefranche-sur-Saône (club dans lequel il est toujours licencié aujourd'hui). Dans le milieu du cyclisme local, il se fait remarquer et signe un premier contrat avec le tout jeune constructeur de cycles Rhonson implanté à Villeurbanne. Il reçoit alors un vélo neuf tous les mois.
Il participe en mars à trois courses de clubs dans le Beaujolais et remporte celle de Lachassagne. Il s'inscrit ensuite à dix-sept courses d'interclub. Il remporte le championnat du Rhône en mai et signe deux secondes places et quatre troisièmes places. Il clôture sa saison 1942 par la même épreuve avec laquelle il a commencé la compétition en 1941 : il remporte le championnat de fond, celui de côte et finit 5e à l'épreuve de vitesse.

#### Saison 1943: Rolland signe plusieurs succès dans une saison réussie pour le V.C. Caladois
Alors que la zone libre a été envahie, des courses cyclistes continuent malgré tout d'être organisées. Rolland commence sa saison avec trois courses de clubs, puis participe à vingt-quatre courses interclubs. Il signe en avril une 2e place au Prix Victor Bouthiaux derrière son camarade de club Quagliari. En mai, il remporte le Prix Fournet à Saint-Etienne,, et enchaîne avec le Prix des jeunes de Villefranche-sur-Saône,. Il termine 3e du championnat du Rhône individuel et 3e du championnat du Rhône des sociétés. En juillet, il termine 5e d'une course du Trophée Tendil, lui permettant de se qualifier pour la finale. Il se classe 3e du Prix des Brosses et au mois d'août, 6e de la classique Lyon-Saint-Etienne-Lyon. En septembre, il remporte la finale du Trophée Tendil à Nîmes en faisant la différence sur les trente sélectionnés dans la côte de Montagnac,,. Il enchaîne avec le Prix de la Croix-Rousse à Cours, et termine sa saison des courses interclub avec une 3e place au Prix de Manziat malgré un guidon cassé.
Ses beaux résultats aux côtés des espoirs du V.C. Caladois sont remarqués dans le journal L'Auto dont le journaliste P. Augey souligne la très belle saison du club le classant parmi les meilleurs amateurs.

#### Saison 1944: Rolland continue son apprentissage
Après une 3e place lors d'une cyclo-cross à Lyon, Rolland entame sa saison routière avec trois courses de clubs (dont une victoire) et vingt courses interclub. Il remporte d'abord le Prix Victor Bouthiaux en avril puis le Prix des cafés Vigor en mai. Il obtient la troisième place du Prix de Choissy et la 2e du Prix du textile à Roanne. Au Grand Prix de Villefranche, Rolland se fait remarquer : il participe à toutes les échappées et fait un moment la course en tête mais manque d’énergie pour aller au bout et ne peut résister à la remontée des favoris. Pour le Grand Prix de Cours la Ville, Rolland s'y rend à vélo depuis Villefranche soit 45 km. Le jour même, la course est arrêtée dans le col de la Buche par le maquis qui indique au peloton qu'une colonne allemande est signalée et qu'il est urgent de se cacher, annulant la fin de la course. Enfin, en fin de saison il finit 3e du Prix de Champagne et du Prix de Fleurie.

#### Saison 1946: Rolland se rapproche du peloton des professionnels
En 1946, Rolland participe à des courses avec les professionnels avec une licence d'indépendant. Il monte plusieurs fois au Vel' d'Hiv' pour y courir des épreuves de poursuites. Le 4 mars il remporte le brassard-poursuite amateurpuis de nouveau le 18 cette fois-ci en battant Rioland en finale, le champion du monde amateur de poursuite. Il participe à Paris-Rouen. Lors du championnat de France amateur il participe aux échappées notamment aux côtés du jeune Louison Bobet qui remporte le titre. Il finit 2e au circuit de Bresse.

### Carrière professionnelle

#### Saison 1947: entrée dans le peloton des professionnels
En début d'année, Antonin Rolland devient coureur professionnel au sein de l'équipe Rhonson-Dunlop. M. Buche, président du Vélo Club Caladois, déclare à L’Équipe que son « poulain » se prépare activement pour la saison routière qu'il va lancer avec le Prix de la Ville de Nice le 16 mars. Il participe au Critérium national le 30 mars, rentrée officielle de la saison routière et fait partie selon la presse des jeunes professionnels à suivre. Si la course est remporté par Émile Idée (Rolland termine lui à la 14e place), sa performance en tant que néo-professionnel est remarquée. André Mouton, manager de jeunes cyclistes le décrit comme « un champion qui fera parler de lui sous peu. Poursuiteur né, routier parfait, croyez-moi je pense avoir vu juste. ».
Le 6 avril, il remporte le Prix d'Annecy. Le 20 avril, il prend part à la Polymultipliée de Chanteloup les Vignes et s'illustre en signant une 4e place. Animateur de la course notamment aux côtés de Jean Robic, il est présent dans l'échappée de tête avant d'être lâché dans l'avant dernière ascension. Le 27 avril, il termine 2e du Grand Prix de Beaujeu.
Sur Paris-Tours il se fait à nouveau remarquer puisqu'il est l'instigateur de « l'éclatement » du peloton et termine à la 5e place finale. Ce bon résultat dans cette course prestigieuse lui permet de se classer pour les Championnats de France et renforce sa place parmi les grands espoirs français dans la presse. Les journalistes de L’Équipe louent son « courage et sa capacité de travail »[réf. nécessaire], la « nouvelle étoile du VC Caladois », le « grand as de demain »[réf. nécessaire], « beau petit champion complet ». Les attentes à son sujet sont telles qu'André Mouton déclare le 7 mai qu'« Antonin Rolland aime à perdre son temps. » regrettant qu'en dehors des classiques et les Championnats de France, Rolland ne se fixe pas d'objectifs plus ambitieux, tels que les Six jours, le Tour de France, voire le titre de champion de France ou du Monde sur piste. Lui-même rétorque qu'à 22 ans, il veut se concentrer sur ses objectifs et qu'il a le temps devant lui,.
Le 8 juin, il remporte le Circuit de cols du Beaujolais. Il est pressenti pour participer au Tour de France dans l'équipe du Nord-Est, mais il décline l'invitation déclarant ne pas avoir la condition physique idéale pour cette épreuve. Il participe toutefois aux Championnats de France, l'un de ses objectifs pour lequel il s'est particulièrement préparé. Il termine la course à la 8e place, déclarant : « J'ai manqué de ravitaillement. C'est moi qui ai lancé l'attaque décisive dans la côte Lapize. Au sommet, j'ai senti que mes forces m'abandonnaient. Et je fus incapable de tenir les roues de Dessertine et Néri. » . Pourtant, ce championnat de France du être recouru après le Tour de France, car il est révélé que le vainqueur Paul Néri n'était pas naturalisé français, ce que l'intéressé ignorait.
Rolland finit 5e du Grand Prix des Expositions le 13 juillet, remporte le Grand Prix d'Amplepuis le 17 août, et le Circuit de Bresse le 24. Le 14 septembre il prend part à la deuxième édition des championnats de France sur route et fait partie des favoris désignés. Cependant, il n'est pas classé à l'arrivée. Il finit 5e du Grand Prix de Thizy.
En octobre, il s'inscrit sur l'omnium des routiers sur la piste du Vel' d'Hiv. Bien que fatigué de sa longue saison, il se classe parmi les huit premiers alors qu'il n'est pas particulièrement entrainé pour la piste. Terminant ainsi sa saison, il déclare se mettre au repos intégral jusqu'en février, sauf pour deux ou trois voyages à Paris « pour manifester mon existence et pour ne pas perdre totalement contact avec le Vel' d'Hiv. ». 
Toutefois, il assure vouloir rester avant tout un coureur cycliste sur route plutôt que pistard. Il prévoit par ailleurs d'aider ses parents à la ferme pendant cette trêve tout en continuant à travailler dans son atelier pour son employeur Rhonson, à monter des roues. A la fin de l'année, il se confit à L’Équipe pour juger sa saison : « Je n'ai peut-être pas obtenu de très belles places mais je tenais à faire mon apprentissage dans le concert des pros. Il fut dur, pourtant je ne suis pas mécontent car j'espère avoir beaucoup appris. »

#### Saison 1948
Il est aligné sur le Critérium International, Annemasse-Belgarde , Paris-Tours, le Grand Prix de Figeac le Tour de Corrèze. Son premier résultat probant de la saison arrive au circuit de Savoir qu'il termine à la 3e place. Il est en tête avec 3 min 45 d'avance au col des Aravis, mais se fait remonter par Molineris qui remporte la course. Il participe à Paris Valenciennes, les Boucles de la Seine. Au Critérium du Dauphiné, il finit 2e de la 3e étape. Il prend part au circuit International de Salon. Il court à Dijon-Lyon dans l'espoir de se qualifier pour les championnats de France. Il finit 10e.

#### Saison 1952
En 1952, il intègre l'équipe Terrot-Hutchinsson. En début d'année, Antonin Rolland répond au journal L'Equipe sur ses ambitions pour la saison 1952. Il déclare souhaiter faire quelques cyclocross en début d'année pour retrouver de la condition physique avant de disputer le Critérium de l'Echo d'Alger, le Catox, Paris-Côtes d'Azur et la National. De manière général, Rolland annonce vouloir tout faire pour décrocher la sélection en équipe national pour le Tour de France. Conformément à ces annonces, Rolland commence sa saison avec le Cyclocross des Champions en deux étapes, au cours duquel il prend la 3e place du classement général. Il se classe 5e du Cyclocross du Gourguillon et 2e de celui de Châtillon-sur-Chalaronne. Il participe au Catox et au National mais manque de réussites au cours de ces deux epreuves (crevaisons et chutes).

### Notoriété
Il fait partie des petits cercles de coureurs, français comme étrangers, à avoir terminé, au moins une fois, les trois grands Tours du circuit mondial professionnel, ou à avoir bouclé à dix reprises le Tour de France, ou encore à avoir porté le maillot jaune sur le Tour de France et le maillot rose sur le Giro.
Il est le doyen des porteurs du maillot jaune. 
Sa petite-fille Marion fait partie de l'équipe de France de ski et est championne du monde de descente 2013.

## Palmarès et résultats

### Palmarès amateur
- 1942
  - Grand Prix Montclair de Pommiers (cyclocross)
  - Circuit par Lachassagne
  - Championnat du Rhône
  - 2e Championnat du Rhône de cyclocross
  - 2e du Prix Victor Bouthiaux
  - 2e du Grand Prix de Cours-la-Ville
- 1944
  - 3e du Grand Prix du Cru Fleurie
- 1946
  - Grand Prix de Thizy
  - Grand Prix du CV 19e

### Palmarès professionnel
| - 1947 - Grand Prix d'Amplepuis - Circuit de la Bresse - Circuits des cols du Beaujolais - Annecy-Aix-les-Bains - 5e de Paris-Tours - 2e Grand Prix de Beaujeu - 1948 - Polymultipliée lyonnaise - 2e du Grand Prix de Cours-la-Ville - 3e du Tour de Haute-Savoie - 6e du Tour de Lombardie - 1949 - 2e et 6ea étapes du Circuit des six provinces - 2e du Grand Prix de Monaco - 2e de la Polymultipliée lyonnaise - 2e du Circuit des six provinces - 3e du Critérium national - 3e du Grand Prix de Thizy - 9e du Tour de Lombardie - 1950 - Challenge Sedis - Circuit des six provinces - Grand Prix du Midi libre - 2e du championnat de France sur route - 2e de Lyon-Grenoble-Lyon - 3e du Grand Prix de Monaco - 3e du Grand Prix des Nations - 3e du Grand Prix de Thizy - 1951 - Bourg-Genève-Bourg - 2e du Tour du Vaucluse - 2e du Critérium du Dauphiné libéré - 4e de Bordeaux-Paris - 1952 - Bourg-Genève-Bourg - 23e étape du Tour de France - 3e du Tour du Vaucluse - 3e du Grand Prix du comptoir des tissus - 3e du Tour du Vaucluse - 4e du Critérium du Dauphiné libéré - 8e de Paris-Côte-d'Azur - 10e de Paris-Roubaix | - 1953 - 7e étape du Tour d'Algérie - 4e étape du Critérium du Dauphiné libéré - 2e du Tour du Sud-Est - 2e du championnat de France sur route - 2e du Trophée Baracchi (avec Jacques Anquetil) - 3e du Tour du Vaucluse - 5e du Critérium du Dauphiné libéré - 7e du Tour de France - 1954 - 7e étape du Tour du Sud-Est - 2e du Grand Prix Catox - 2e de la Polymultipliée lyonnaise - 2e du Bol d'or des Monédières - 10e de Paris-Côte-d'Azur - 1955 - Bourg-Genève-Bourg - 2e du Circuit de La Grand-Combe - 3e du Grand Prix de l'Écho d'Alger - 3e de la Roue d'Or à Daumesnil - 5e du Critérium du Dauphiné libéré - 5e de Paris-Nice - 5e du Tour de France - 8e du Critérium national - 9e du championnat du France sur route - 9e du championnat du monde sur route - 1956 - Grand Prix du Midi libre - Bourg-Genève-Bourg - 2e du Critérium du Dauphiné libéré - 4e du championnat du France sur route - 1957 - Grand Prix de Cannes - 7e étape du Tour d'Italie - 10e du Tour d'Italie - 1958 - Tour de Sardaigne - 1960 - 9e de Paris-Nice |  |

### Résultats sur les grands tours

#### Tour de France
10 participations 
- 1949 : 45e
- 1950 : 29e
- 1952 : 21e, vainqueur de la 23e étape
- 1953 : 7e
- 1954 : 19e
- 1955 : 5e, vainqueur de la 2e étape,  maillot jaune pendant 12 jours
- 1956 : 35e
- 1957 : 39e
- 1958 : 66e
- 1960 : 59e

#### Tour d'Italie
2 participations
- 1957 : 10e, vainqueur de la 7e étape,  maillot rose pendant 1 jour
- 1958 : 58e

#### Tour d'Espagne
1 participation 
- 1960 : 14e